# Concepción de salud en Psicología sistémica
La Psicología Sistémica y la Terapia Sistémica son corrientes de la psicología basadas en la Teoría General de los Sistemas desarrollada por Ludwig von Bertalanffy, que comienza a desarrollarse en la segunda mitad del siglo XX.
Estas toman de la Teoría General de los Sistemas nuevas proposiciones y perspectivas para pensar las relaciones psíquicas y humanas, considerando como unidad de análisis el  dinamismo de las interrelaciones del individuo y los sistemas a los cuales pertenece. Algunos autores observan este cambio de perspectiva como un cambio paradigmático fuerte, que constituye el pasaje al llamado Paradigma de la Complejidad.
A su vez, la Psicología Sistémica y la Terapia Sistémica están basadas en diferentes visiones interdisciplinarias como la cibernética, la teoría de la comunicación, la física cuántica, el constructivismo y construccionismo social, la hermenéutica y la filosofía del lenguaje, entre otras. Dillon, Alfredo (Setiembre del 2007). «La visión sistémica en psicología». Archivado desde el original el 8 de diciembre de 2007. Consultado el 23 de abril de 2012.
Particularmente, el fenómeno de comunicación humana es uno de los objetos de análisis privilegiado de la Terapia Sistémica. Desde 1952 en que Paul Watzlawic desarrolla la Teoría de la Comunicación Humana en la cual aborda problemáticas vinculadas a la pragmática de la comunicación, tomando en cuenta los efectos que la comunicación ejerce sobre la conducta. En ella se establecen relaciones entre los signos y los usuarios de los mismos. Se interesa no solo por el efecto de una comunicaión sobre el receptor, sino también, por el efecto que la reacción del receptor tiene sobre el emisor, otorgándole de este modo suma importancia al vínculo emisor-receptor, que se establece por medio de la comunicación. Esta teoría de Watzlawic resulta vital para el programa teórico de una Psicología Sistémica principalmente en la definición de su concepción de individuo. A éste se lo considera como un sistema abierto en constante comunicación con su entorno, un ser social al cual le es imposible no comunicarse. Toda conducta es comunicación, y toda comunicación afecta a la conducta.

## Concepción de salud y enfermedad
Siguiendo al Psicólogo y Magíster en Políticas Sociales, Jorge Cohen "La concepción de salud y enfermedad debe ubicarse desde una perspectiva dinámica."
Haciendo referencia a lo postulado Denise Najmanovich en su artículo "El lenguaje de los vínculos. De la independencia absoluta a la autonomía relativa", Cohen expone que no se puede entender el concepto de salud y enfermedad de forma aislada, ya que están enfocados desde la visión del nuevo paradigma "en la medida que se concibe al mundo como un complejo entramado de relaciones".
Cabe destacar que la Teoría considera que para entender a un sujeto es imprescindible conocer sus vínculos con los sistemas a los que pertenece, por ejemplo el estudiantil, el laboral, comunitario y, fundamentalmente, el familiar. A su vez, plantea que es necesario concebir la salud del ecosistema como esencial para comprender la salud de los seres humanos. Según el autor:

"Esto implica un equilibrio entre las fuerzas que lo llevan a la homeostasis y el necesario desequilibrio que lo impulse a niveles superiores en su desarrollo. Las necesidades del sistema se manifiestan en los individuos de acuerdo al lugar que ocupan en el mismo y crean a su vez necesidades para estos individuos. 'La satisfacción o no de estas necesidades está intrínsicamente ligado a la salud y enfermedad"

Esas necesidades mencionadas por Cohen, pueden ser físicas, sociales y psicológicas, estando las tres interrelacionadas. Para poder funcionar de forma saludable es esencial encontrar un equilibrio entre la demanda de la satisfacción de las necesidades y la posibilidad de responder a las mismas de forma adecuada.
El desequilibrio se genera cuando dentro del funcionamiento del sistema se pierde la capacidad para responder correctamente. Los síntomas de enfermedad en las personas, avisan que el sistema necesita un cambio con el fin de encontrar "un equilibrio superior".

## ¿Terapia Sistémica = Terapia Familiar Sistémica?
La Teoría Sistémica, como corriente dentro de la Psicología, tiene a la familia como unidad de análisis e intervención, por lo cual se encuentra relacionada con la terapia familiar. Sin embargo, actualmente se considera que no es necesario que sea una familia el foco de atención para que se defina una terapia como sistémica.
Los conceptos y métodos terapéuticos que conforman la Psicología y la Psicoterapia sistémica pueden aplicarse tanto a parejas, equipos de trabajos como también a personas individuales. Dentro de la Terapia, se considera imprescindible el hacer énfasis en la dinámica de los procesos comunicacionales y en las interacciones entre los miembros del sistema. La terapia Sistémica está centrada en buscar soluciones, apoyando los cambios.
Más allá de la Teoría General de los Sistemas existieron diferentes desarrollos que tuvieron lugar en distintas áreas del conocimiento y contribuyeron a la formación de la terapia familiar sistémica; todos tienen en común el rasgo de centrarse en las relaciones entre partes y totalidades. Como ejemplo de ello observamos el surgimiento de la Teoría Matemática de la Comunicación o de la Información (Claude Shannon y Warren). A finales de la década del 40 otro desarrollo conceptual importante fue el de Nobert Wiener con su idea de “retroalimentación” y “conducta intencional”. En el mismo período Claude Levi-Strauss presenta un trabajo titulado “Las estructuras elementales del parentesco”. Por otra parte Ferdinand de Sassure propone una nueva concepción respecto a la lengua. Desde cada uno de estos modelos el objeto es mirado en relación con otro, como miembro de una totalidad. Se trata de diferentes desarrollos en distintas áreas del conocimiento, pero todos tienen en común la tarea de observar y focalizar las relaciones entre partes y totalidades.

## La familia como sistema y su implicación con las dinámicas de salud - enfermedad
La Teoría Sistémica se ha dedicado a estudiar en profundidad a la familia como un sistema, y anuncia que para lograr un buen estado de salud en el individuo es indispensable el cumplimiento de las funciones familiares ya que "garantizan el crecimiento, el desarrollo normal y el equilibrio emocional, que sirven de apoyo para poder afrontar los problemas y crisis de la vida".
Los conceptos de clima familiar positivo y negativo desarrollados por Moreno Ruiz, Estévez López, Murgui Pérez y Musitu Ochoa de distintas universidades de España, se relacionan con la concepción de salud y enfermedad de la Teoría Sistémica. El clima familiar se genera a partir de las percepciones e interpretaciones del ambiente por parte de los integrantes de la familia. Según los autores éste ejerce una gran influencia sobre la conducta, el desarrollo social, físico, afectivo e intelectual de los integrantes.

"Un clima familiar positivo hace referencia a un ambiente fundamentado en la cohesión afectiva entre padres e hijos, el apoyo, la confianza e intimidad y la comunicación abierta y empática; se ha constatado que estas dimensiones potencian el ajuste conductual y psicológico de los hijos. Un clima familiar negativo caracterizado por los problemas de comunicación entre padres e hijos, así como la carencia de afecto y apoyo, dificulta el desarrollo de determinadas habilidades sociales en los hijos que resultan fundamentales para la interacción social, tales como la capacidad de identificar soluciones no violentas a problemas interpersonales o la capacidad empática."

Por ende, el clima familiar positivo contribuiría a la salud de sus integrantes, mientras que el clima familiar negativo contribuiría a la enfermedad de sus miembros. 
Para lograr un sano equilibrio familiar, es indispensable una definición clara de los límites de cada subsistema, ya que garantizan la buena convivencia de los espacios: individual, de la pareja, y de todos los miembros.
Los límites son fronteras que separan a los subsistemas, así como también a los individuos entre sí. Los límites en la estructura familiar deben ser claros y flexibles.
Los límites sin flexibilidad pueden volverse muy rígidos o difusos. Las familias que llevan a cabo límites difusos, tienden a ser familias donde se ve una alta comunicación y poca diferenciación entre sus miembros. Por otro lado, las familias que funcionan con límites rígidos tienen poca comunicación pero una gran diferenciación entre sus miembros.
Relacionando con la concepción de salud y enfermedad planteada por Cohen, Vidal plantea que: "Dependerá de la flexibilidad o de la rigidez del sistema para adaptarse al cambio, que pueda dar nuevas respuestas o que se mantenga con las viejas respuestas y en ese caso se tiende a lo patológico".

## Enfermedad es el sufrimiento en alguno de los tres campos biopsicosocial
Dentro del núcleo familiar cuando un individuo asume un rol que no le corresponde sin necesidad, se considera que el vínculo familiar deja de tener carácter sano. Cuando el eje organizacional dependencia-independencia es llevado a cualquiera de los dos extremos, hablamos de familias aglutinadas para el eje de dependencia y desligadas para el eje de independencia, cualquiera de los dos implican vínculos enfermos. 
Las reglas familiares están relacionadas con los límites. Si éstos son rígidos, las reglas serán tan rígidas que no permitirán otras posibilidades regulativas, rechazando reglas diferentes, como por ejemplo, las de otras familias. Este tipo de regulación será insana. El extremo de los límites borrosos con el afuera también es insano ya que las funciones reguladoras dejarían de estar dentro del plano familiar y otros ámbitos sociales ocuparían por completo este lugar. 
Desde el aspecto comunicacional se considera enfermo al vínculo que lucha constantemente contra la naturaleza de su relación, perdiendo importancia el contenido del mensaje.